# Giuseppe Anatrelli
Giuseppe Anatrelli (Nápoles, Italia; 3 de enero de 1925 - ibidem, 25 de octubre de 1981) fue un actor teatral y cinematográfico italiano.

## Biografía
Formado en la escuela de la revista y filodrammatica (casi siempre interpretando papeles brillantes), Anatrelli debutó muy joven en los teatros napolitanos durante los años de la guerra, donde actuaba en la burlette, melodrama en vernáculo muy popular en la época, derivado de la pochade francesa.

### Teatro
De 1946 a 1954, formó parte de la compañía de teatro de Eduardo De Filippo y actuó, entre otras, en la comedia Miseria e nobiltà el 2 de octubre de 1953. Tras su experiencia en el Teatro Cómico junto a los hermanos Titina y Peppino De Filippo, Anatrelli trabajó en la década de 1960 con su conciudadano Guido Mazzella; mientras tanto, obtuvo pequeños papeles en el cine.

### Cine
Su primer papel importante en la gran pantalla se lo ofreció Bruno Gaburro en 1975 para la película Una cama en la plaza; su consagración llegó ese mismo año con la interpretación del aparejador trepador y pelotillero Luciano Calboni en las tres primeras películas de la saga dedicada al contable Ugo Fantozzi, creada por Paolo Villaggio: Fantozzi (1975), El segundo trágico Fantozzi (1976) y Fantozzi contra todos (1980). El de Calboni siguió siendo sin duda su papel más famoso; las expresiones faciales acentuadas y la actitud histriónica del actor se ajustaban perfectamente a las características del personaje y el propio Anatrelli, Gigi Reder como el contable Filini y Villaggio como el protagonista Fantozzi formaron un verdadero trío cómico.
Las demás apariciones de Anatrelli fueron escasas y con variada fortuna; participó en películas que tuvieron cierto éxito como Detenido en espera de juicio (1971) de Nanni Loy, La mujer del domingo (1975) de Luigi Comencini, Tres tigres contra tres tigres (1977) de Steno y Sergio Corbucci, y Figlio mio sono innocente! (1978) de Carlo Caiano, así como en telefilmes y miniseries para RAI.

### Muerte
Anatrelli murió repentinamente en la noche del 25 de octubre de 1981, a la edad de 56 años, de un ataque al corazón, en su casa del Viale Colli Aminei de Nápoles, donde vivía con su hermana. Descansa en el cementerio del barrio napolitano de Miano.
A su memoria se dedicó la película Fantozzi todavía aguanta (1983), en la que el personaje de Calboni fue confiado a Riccardo Garrone, para luego no aparecer más en las siguientes películas de Fantozzi.

## Filmografía

### Cine
- Sogno di una notte di mezza sbornia, de Eduardo De Filippo (1959)
- Pugni pupe e marinai, de Daniele D'Anza (1961)
- Totòtruffa '62, de Camillo Mastrocinque (1961)
- Detenuto in attesa di giudizio, de Nanni Loy (1971)
- Il furto è l'anima del commercio!?..., de Bruno Corbucci (1971)
- Donnarumma all'assalto, de Marco Leto (1972)
- Sgarro alla camorra, de Ettore Maria Fizzarotti (1973)
- Piedino il questurino, de Franco Lo Cascio (1974)
- Fantozzi, de Luciano Salce (1975)
- La donna della domenica, de Luigi Comencini (1975)
- Il secondo tragico Fantozzi, de Luciano Salce (1976)
- Il letto in piazza, de Bruno Gaburro (1976)
- Chi dice donna dice donna, de Tonino Cervi (1976)
- Scandalo in famiglia, de Marcello Andrei (1976)
- Tre tigri contro tre tigri, de Steno y Sergio Corbucci (1977)
- Doppio delitto, de Steno (1977)
- Figlio mio sono innocente!, de Carlo Caiano (1978)
- Fantozzi contro tutti, de Neri Parenti y Paolo Villaggio (1980)

### Televisión
- Racconti dell'Italia di ieri - Terno secco, de Gilberto Tofano – telefilme  (1961)
- Racconti napoletani di Giuseppe Marotta, de Giuseppe Di Martino – miniserie (1962)
- Il tuttofare, de Daniele D'Anza – telefilme  (1967)
- Il segreto di Luca, de Ottavio Spadaro – miniserie (1969)
- La braca dei Biassoli, de Giovanni Fago – telefilme (1975)
- Il marsigliese, de Giacomo Battiato – miniserie (1975)
- Storie della camorra, de Paolo Gazzara – miniserie (1978)
- L'eredità della priora, de Anton Giulio Majano – miniserie (1980)

## Teatro
- I trionfi, comedia musical de Michele Galdieri, con Carlo Dapporto, Miranda Martino, Gianni Musy, Maria Grazia Audino, Maurizio Merli, Giuseppe Anatrelli, música de Mario Bertolazzi, dirección de Michele Galdieri, Teatro Duse, Milán (1964)
- 'O Scarfalètto, Il medico dei pazzi y Tre pecore viziose con Mario Scarpetta, Pasquale Esposito, Tullio Del Matto y Dolores Palumbo, Teatro Cilea, Nápoles.

### Teatro en la televisión
- Un figlio a pusticcio di Eduardo Scarpetta, dirección de Mario Mangini y Pietro Turchetti, 7 de julio de 1959, RAI